# Scenella

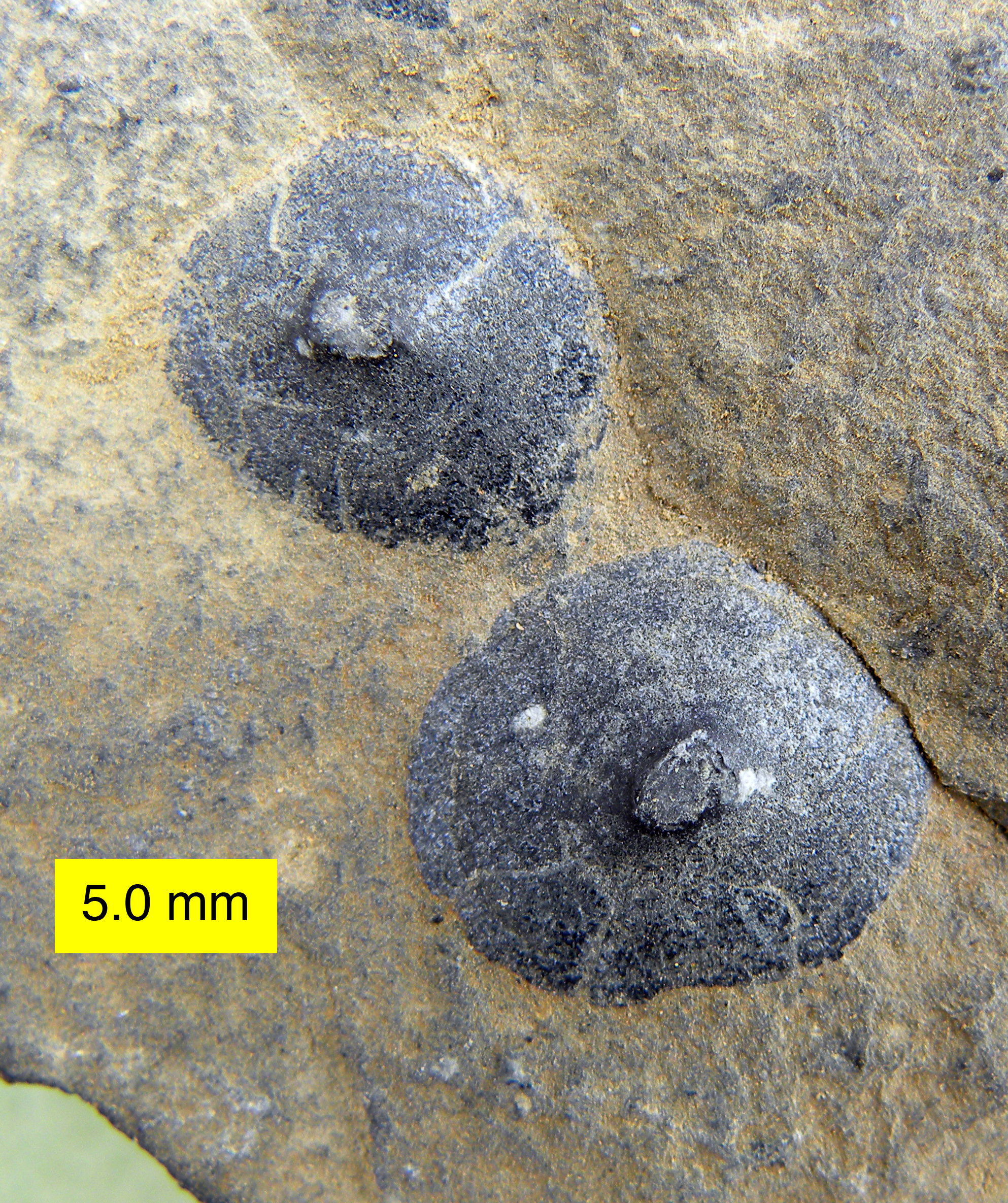
Scenella

La scenella (gen. Scenella) è un animale estinto, probabilmente appartenente al phylum dei molluschi. I suoi resti fossili sono stati ritrovati in quantità nel giacimento di Burgess Shales (Canada), risalente al Cambriano medio (circa 505 milioni di anni fa).

## Descrizione
I fossili di questo animale mostrano una sorta di conchiglia tondeggiante, non completamente appiattita ed evidentemente rigida. Le ricostruzioni di scenella mostrano una conchiglia con pochi ornamenti concentrici, ma non sono presenti segni di muscoli all'interno dell'animale. In sostanza, l'aspetto di questo animale doveva essere simile a quello di una patella, ma non era strettamente imparentato con questi molluschi.

## Classificazione
La scenella è stata classificata come un mollusco primitivo dalla gran maggioranza di paleontologi che si sono occupati di questo animale, ma alcuni studi effettuati negli anni '80 (Yochelson & Gil Cid 1984, Babcock & Robinson 1988) hanno incluso Scenella nei condroforini (Chondrophorina), un gruppo di animali affini alle meduse costituiti però da colonie di polipi, ognuno dei quali con un compito specializzato.